# نیلوفر آبی بیدستر آمریکایی
 نیلوفر آبی بیدستر آمریکایی (نام علمی: Nymphaea odorata subsp. odorata) نام یک زیرگونه از گونه نیلوفر آبی بیدستر است.